# Delphinium megalanthum
Delphinium megalanthum är en ranunkelväxtart som beskrevs av Sergej Arsenjevitj Nevskij. Delphinium megalanthum ingår i släktet storriddarsporrar, och familjen ranunkelväxter. Inga underarter finns listade i Catalogue of Life.